# Vaux-lès-Palameix
 Vaux-lès-Palameix  es una población y comuna francesa, en la región de Lorena, departamento de Mosa, en el distrito de Commercy y cantón de Vigneulles-lès-Hattonchâtel.

## Demografía
| 97 | 54 | 37 | 43 | 43 | 26 |
| Para los censos de 1962 a 1999 la población legal corresponde a la población sin duplicidades (Fuente: INSEE [Consultar]) |    |    |    |    |    |